# Val de Santo Domingo
Val de Santo Domingo es una localidad española perteneciente al municipio toledano de Santo Domingo-Caudilla, en la comunidad autónoma de Castilla-La Mancha.

## Situación
Se encuentra en la comarca de Torrijos, a los pies de la carretera N-403 y próxima a la autovía A-40.
Confina con las localidades de Novés al NE, Torrijos y Gerindote al SE, Alcabón y Santa Olalla al O y Maqueda al N.

## Historia
Hacia mediados del siglo XIX, el lugar, por entonces con ayuntamiento propio, tenía contabilizada una población de 2672 habitantes. La localidad aparece descrita en el decimoquinto volumen del Diccionario geográfico-estadístico-histórico de España y sus posesiones de Ultramar de Pascual Madoz de la siguiente manera:

VAL-DE-SANTO-DOMINGO: v. con ayunt. en la prov. y dióc. de Toledo (5 leg.), part. jud. de Torrijos (1), aud. terr. de Madrid (12), c. g. de Castilla la Nueva. sit. en un valle, es de clima húmedo, reinan los vientos O., y se padecen reumas é intermitentes: tiene 498 casas bastante cómodas y de buena distribucion en calles regulares y limpias, y una plaza cuadrada con buenos portales: casa de ayunt., cárcel separada, oficinas para taberna, carneceria y abaceria; escuela dotada con 3,000 rs. de los fondos públicos á la que asisten 100 niños; igl. parr. (Santo Domingo de Silos) con curato de término y provision ordinaria, y en los afueras una ermita, dedicada á Sta. Ana, y el cementerio. Se surte de aguas potables en una fuente de 2 caños, bastante abundante sit. á un estremo de la plaza. Confina el térm. por N. con el de San Silvestre y Quismondo; E. Torrijos y Caudilla; S. Gerindote y Alcabon, y O. Santa Olalla, estendiéndose de 1/2 leg. á 1, y comprende el cas. de Pero-Vequez, muchos olivares y tierras de labor, en terreno secano, llano y de buena calidad, dividido en dos hojas que alternan por años. Los caminos son vecinales; hay una venta titulada de Pedro-Perez á 1/4 leg. de la v. en el ant. camino real, que de Noves baja á Sta. Olalla: el correo se recibe en Maqueda por balijero tres veces á la semana. prod.: trigo, cebada, garbanzos y aceite; se mantiene ganado lanar, de cerda y de labor. ind. y comercio: 10 molinos de aceite, 4 tahonas, y se esportan los frutos del país. pobl.: 450 vec., 2,672 alm. cap. prod.: con inclusión del desp. de Pero-Vequez 4.297,359 rs. imp.: 114,934. contr.: 54,155. presupuesto municipal: 35,923 del que se pagan 3,300 al secretario, y se cubre con 19,377 por ingresos de propios y el resto por repartimiento vecinal.
(Madoz, 1849, p. 259)

Fue municipio independiente hasta que en 1973 se fusionó con el municipio de Caudilla para formar el nuevo municipio de Santo Domingo-Caudilla.

## Demografía
| Gráfica de evolución demográfica de Val de Santo Domingo entre 1842 y 1970 |
| |
| Población de derecho según los censos de población del INE Población de hecho según los censos de población del INEEntre el censo de 1981 y el anterior, este municipio desaparece porque se agrupa en el municipio 45901 (Santo Domingo Caudilla) |

| Gráfica de evolución demográfica de Val de Santo Domingo entre 2000 y 2020 |
|                                                                            |
| Población de derecho (2000-2020) según el padrón municipal del INE         |